# Töppeln
Töppeln ist ein Ortsteil der Gemeinde Kraftsdorf im Landkreis Greiz in Thüringen.

## Geografie
Der Ort liegt ca. 7 km westlich von Gera im Erlbachtal, einem typischen Kerbtal, umschlossen von vier Bergrücken. Es handelt sich um ein typisches Gassendorf, eingebettet in eine Hohlweglandschaft. Der Erlbach fließt von Westen in das Dorf und verlässt es in Richtung Nordosten. Im südlichen Teil von Töppeln mündet der Saarbach in den Erlbach.

## Geschichte
Töppeln wurde 1333 erstmals urkundlich erwähnt.
Die Herkunft des Ortsnamens ist nicht eindeutig geklärt. Einerseits kann der Name von „Doppeln“ abgeleitet werden, da im Ort zwei Bäche zusammenfließen, der Erl- u. der Saarbach. Andererseits kann man den Namen auch von „Topolina“, was aus dem Sorbischen stammt, ableiten und zu Deutsch Pappel heißt.
Im Mittelalter stand im Bereich des Gutes eine Turmhügelburg. Das letzte Bauwerk soll im 20. Jahrhundert erst abgebrochen worden sein. Es wurde Kemenate genannt. Ein Teich und Gräben sind noch Reste der Burganlage.
Vom 1. Oktober 1923 bis zum 1. Oktober 1924 gehörte Töppeln für ein Jahr zur Stadt Gera.
Am 1. Juli 1950 wurden die bis dahin eigenständigen Gemeinden Mühlsdorf und Pörsdorf eingegliedert.
Am Nachmittag des 10. August 1981 wurde die Straßen- und Eisenbahnbrücke über den Saarbach durch ein Unwetter völlig zerstört, damit entstand ein Millionenschaden für die DDR-Volkswirtschaft. Die Reparaturarbeiten an der abschnittsweise nur noch eingleisigen Schienenverbindung zwischen Jena und Gera dauerten bis in das Jahr 1984. Das eingestürzte Brückenbauwerk und der unterspülte Bahndamm wurden bis Juni 1983 vollkommen erneuert.
Bis zum Jahr 1996 war Töppeln Mitglied der Verwaltungsgemeinschaft Erlbach-Stübnitzthal. Seit 1. Januar 1997 ist es mit seinen Ortsteilen Pörsdorf und Mühlsdorf Teil der Gemeinde Kraftsdorf.

### Rittergut Töppeln
Das Rittergut Rubitz war ein landtagsfähiges Rittergut. Mit dem Besitz des Rittergutes verbunden war die Patrimonialgerichtsbarkeit in Form der Ober- und Erbgerichtsbarkeit über Töppeln und über einzelne Untertanen in Bieblach (5), Gera (1), Milbitz (2), Rubitz (3), Thieschitz (1) und über die Stübnitzmühle. 1672 wurden das Rittergut Mühlsdorf und das Rittergut Pörsdorf im Rahmen einer Erbteilung vom Rittergut Töppeln abgetrennt. Die Hohe Gerichtsbarkeit wurde 1836 an das neu geschaffene Kriminalgericht Gera übertragen, die niedere Gerichtsbarkeit wurde zum 1. Januar 1855 aufgehoben.
Das Rittergut Töppeln war im 15. Jh. im Besitz der Familie von Wolframsdorf, seit ca. 1510 an die Familie von Ende, 1683 an die Familie von Wolfersdorf, 1720 an die Familie von Bünau und 1804 an die Familie Oberländer. Besitzer waren Carl Heinrich Fürchtegott Oberländer und dann Franz Oberländer.

## Wappen
Auf dem Dorfwappen ist ein Brunnen dargestellt.

## Verkehr

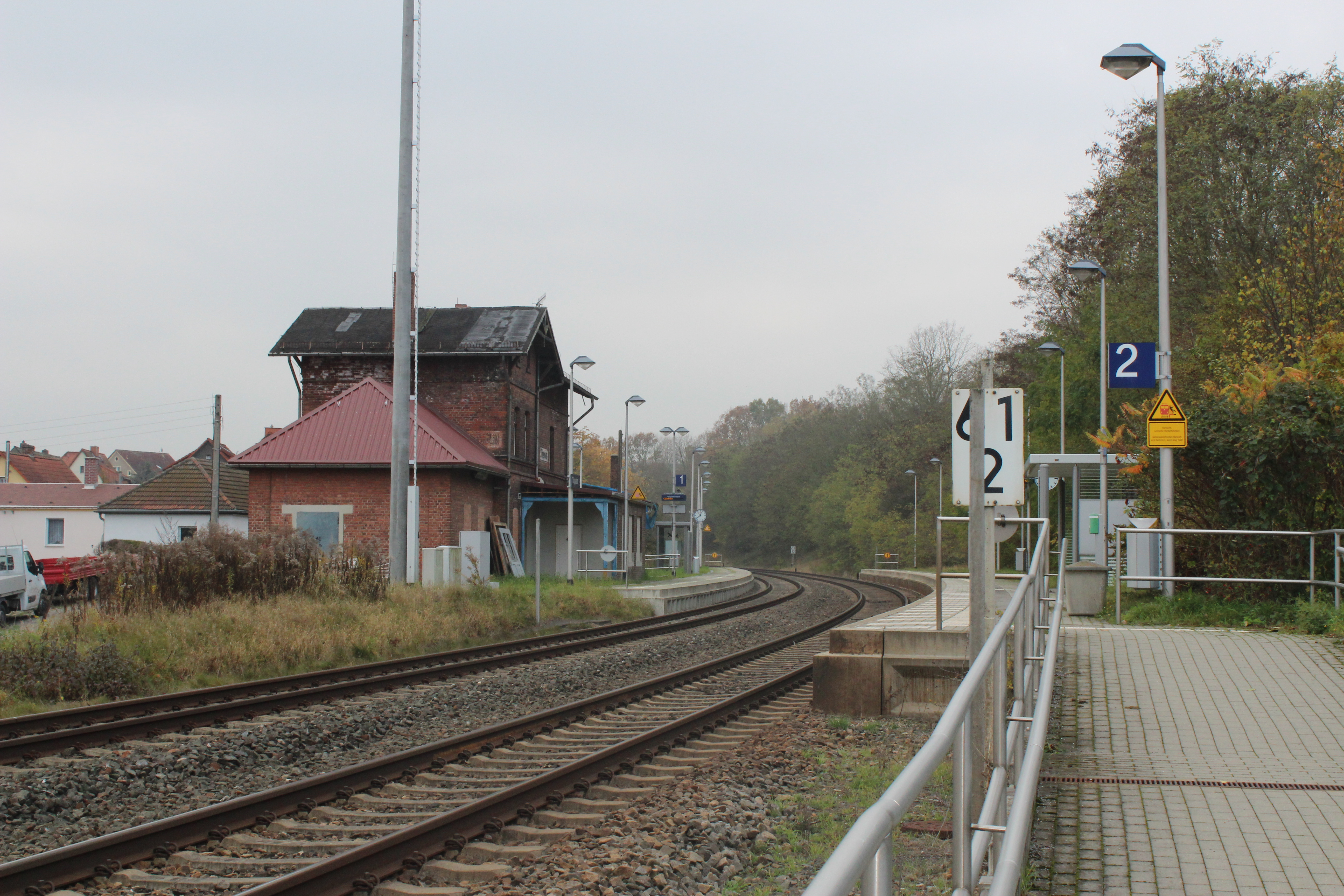
Bahnhof Töppeln (2017)

Der Bahnhof Töppeln an der Bahnstrecke Weimar–Gera ist zweistündlich mittels der Nahverkehrs-Zuglinie RB 21 Weimar–Jena West–Jena-Göschwitz–Stadtroda–Hermsdorf-Klosterlausnitz–Gera Hbf an die Region und die Umsteigebahnhöfe zum Fern- und überregionalen Nahverkehr angebunden. Die Linie 20 des Geraer Verkehrsbetriebs (von Gera-Untermhaus nach Harpersdorf) hat in Töppeln drei Haltestellen. Werktags hält auch regelmäßig die Linie 222 des Regionalverkehrs (von Gera über Kraftsdorf nach Hermsdorf) im Ort.

## Bildung
Töppeln verfügt über einen Kindergarten; die ehemalige Grundschule Töppeln zog 2007 nach Harpersdorf um.